# Pseudantechinus mimulus
Pseudantechinus mimulus é uma espécie de marsupial da família Dasyuridae. Endêmica da Austrália, onde está restrita a cinco localidades em Queensland e no Território do Norte.
- Nome Científico: Pseudantechinus mimulus (Thomas, 1906)

- Sinônimo do nome científico da espécie: Pseudantechinus macdonnellensis mimulus; Phascogale mimulus;

## Características
Tem a cor amarela à castanho acizentado no dorso e no ventre branco, atrás das orelhas tem uma mancha cor de canela, cauda curta e, por vezes inchada. Sua principal caracteristica distintiva é seu tamanho muito pequeno mede cerca de 8–9 cm de comprimento e a cauda de 6–7 cm, pesa cerca de 15-18 g.
Nota: Sinonimizado como Pseudantechinus macdonnellensis por Mahoney e Ride em 1988 e separado novamente por Kitchener em 1991 em base das espécimes obtidos na ilha Sir Edward Pellew no Golfo da Carpentária;

## Hábitos alimentares
É insetisivoro de hábitos noturnos;

## Habitat
Savana tropical, vegetação da ilha Sir E. Pellew;

## Distribuição Geográfica
Queensland, Presente na ilha Sir Edward Pellew, no Golfo da Carpentária;